# إيوغينيا ميشكولتزي ميلر
إيوغينيا ميشكولتزي ميلر (بالمجرية: Mellerné Miskolczy Eugénia؛ 14 يناير 1872 - 1944/1945) هي واحدة من أكثر النسويات نشاطًا في المجر منذ مطلع القرن العشرين وحتى فترة ما بين الحربين العالميتين. وكانت إحدى الأعضاء المؤسسين للجمعية النسوية، وعملت كقائدة للعديد من لجان وفعاليات المنظمة، ودعت إلى المساواة بين الجنسين، وكذلك إلى حق المرأة في التصويت. وعملت ميلر، وهي من دعاة السلام، مع الرابطة النسائية الدولية للسلام والحرية (دبليو أي إل بّي إف) في الدعوة إلى نزع السلاح والحث على إقرار القوانين الدولية التي تقنن لوائح المواطنة لحماية المرأة. وعلى الرغم من أنها اعتنقت اللوثرية فقد جرى القبض عليها عندما غزا النازيون المجر عام 1944 واختفت بعد ذلك. وفي عام 1946 جرى تكريمها بعد وفاتها لأعمالها الإنسانية.

## حياتها المبكرة
ولدت إيوغينيا ميشكولتزي في 14 يناير عام 1872 في بودابست في النمسا-المجر لعائلة يهودية مجرية، كان والداها هما لورا (لقبها قبل الزواج وايز أو وايس) وأدولف ميشكولتزي. وكانت الطفلة الوحيدة الباقية على قيد الحياة من العائلة، حيث توفي شقيقها الأكبر يوزيف البالغ من العمر ستة أعوام عام 1876؛ وتوفيت شقيقتها إيرين البالغة من العمر خمس سنوات عام 1879؛ وتوفيت شقيقتها لورا البالغة من العمر أربع سنوات عام 1883. وكان والدها حرفيًا من هدمزوفازارهلي وكانت والدتها في الأصل من بودا. وبعد أن تلقت تعليمًا خاصًا في الموسيقى واللغات تزوجت ميشكولتزي بأرتور ميلر، وهو مفتش في البنك الوطني المجري في عام 1896. وكان للزوجين أربعة أطفال: فيلموش ولورا وإرزسيبيت وروزا.

## مسيرتها المهنية
في عام 1904 كانت ميلر واحدة من الأعضاء المؤسسين للجمعية النسوية (بالمجرية: (Feministák Egyesülete (FE) وهي منظمة لحقوق المرأة تأسست لتحقيق المساواة بين الجنسين. وبحلول عام 1906 كانت تعمل في مجلس إدارة المنظمة وكانت تلقي محاضرات في مؤتمرات الأهالي التي ترعاها المنظمة. وتناولت المحاضرات مجموعة متنوعة من المواضيع بما في ذلك التعليم والصحة بالإضافة إلى التربية الجنسية والتدريب على العمل. وكذلك كتبت ونشرت مقالات في مجلات مثل المرأة والمجتمع (بالمجرية: A Nő és a Társadalom) والمرأة - مجلة نسوية (بالمجرية: A Nő—Feminista Folyóirat)، والتي دعت إلى معالجة عدم المساواة المدنية بين الرجال والنساء. ثم أصبحت ميلر محررة مجلة المرأة، بالإضافة إلى كونها محاضرة سافرت في جميع أنحاء المجر للتحدث عن قضايا المرأة.
في عام 1909 شاركت في مؤتمر الرابطة النسائية الدولية للسلام والحرية (دبليو أي إل بّي إف) الذي عقد في لندن.
في وقت مبكر من عام 1912 بدأت ميلر العمل كبديل لروزيكا شويمر، التي ترأست اللجنة السياسية التي تركز على حق الاقتراع، عندما لم تتمكن شويمر من الوفاء بالتزامات منصب الرئيس. وفي عام 1913 كتبت ميلر نقدًا للوائح الزواج في القانون المدني المجري، بينما عملت في نفس الوقت كعضو في اللجنة المسؤولة عن الاستعدادات لمؤتمر التحالف الدولي لحق المرأة في التصويت (أي دبليو إس إيه) الذي عقد في بودابست في ذلك العام.
عندما انتقلت شويمر إلى لندن عام 1914، أصبحت ميلر القائدة الفعلية للجنة السياسية.
خلال الحرب العالمية الأولى نشطت ميلر في الدعوة السلمية وكانت واحدة من القوى الرئيسية التي دفعت الجمعية النسوية إلى تأييد السلمية، بينما ظلت المنظمات النسوية الأخرى تركز على دعم المجهود الحربي. وأدى هذا الموقف إلى فرض رقابة على مجلة المرأة ومنع المؤتمر النسوي لعام 1916من قبل سلطات، والذي خططت ميلر لاستخدامه كمظاهرة عامة ضد الحرب. وعندما انتهت الحرب استأنفت ميلر ضغطها من أجل حق الاقتراع، وعندما مُنح حق الاقتراع الجزئي في عام 1919، حثت أعضاء الجمعية النسوية على دعم المرشحة الوحيدة لخوض الانتخابات البرلمانية لعام 1920 مارغيت شلاختا، على الرغم من مواقف شلاختا التي تعتبر مناهضة للنسوية. وفي نفس العام اعتنقت ميلر وعائلتها اللوثرية، وحضرت مؤتمر الرابطة الدولية للسلام والحرية في جنيف. كما ضغطت من أجل توفير فرص تعليمية للنساء، وفي عام 1923 أرسلت مذكرة إلى الحكومة، وقعها أعضاء آخرون في الجمعية النسوية أيضًا تدين فيها قرار جامعة بودابست الطبية بمنع الطالبات من الالتحاق. كما كتبت ميلر مقالات تؤكد على أهمية المساواة في الأجر والحصول على إعانات البطالة للرجال والنساء.